# Neuromonitoring
Neuromonitoring śródoperacyjny (IONM - IntraOperative Neurophysiological Monitoring) polega na stosowaniu metod elektrofizjologicznych w celu obserwacji wywołanej i spontanicznej odpowiedzi układu nerwowego pacjenta. Dzięki śródoperacyjnemu neuromonitoringowi chirurdzy mają stałą kontrolę nad zagrożonymi operacją strukturami nerwowymi. Pierwsza operacja z zastosowaniem monitorowania nerwów została opisana 1969 roku przez Knuta Flisberga i Tore Lindholma. Celem zastosowania śródoperacyjnego neuromonitoringu jest zmniejszenie ryzyka oraz zapobieganie pojawieniu się deficytu neurologicznego skutkującego przemijającym lub trwałym porażeniem.

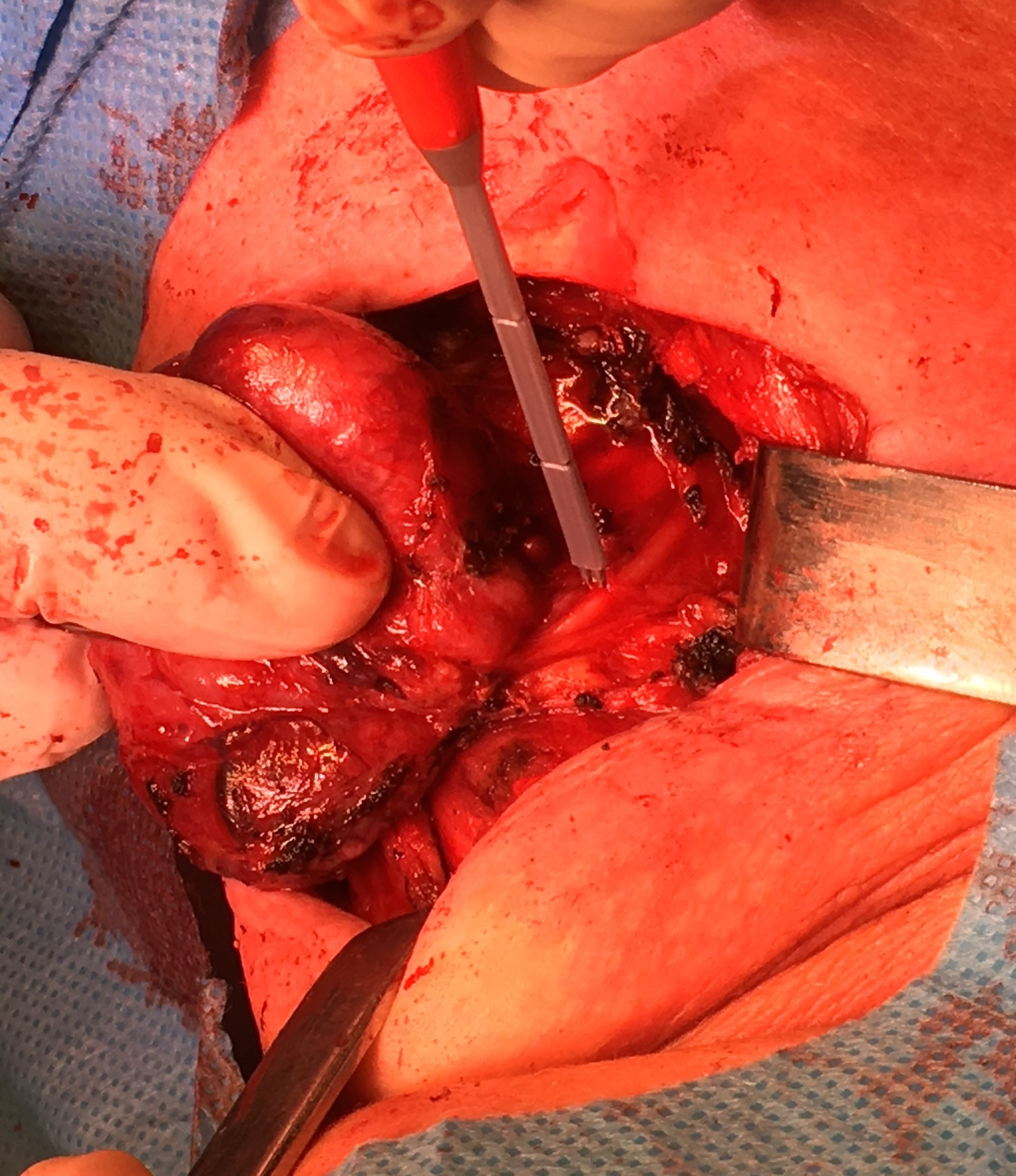
Neuromonitoring podczas operacji tarczycy: za pomocą sondy poszukuje się nerwu krtaniowego wstecznego

## Zasada działania
Neuromonitoring wykorzystuje różne modalności elektrofizjologiczne, takie jak somatosensoryczne potencjały wywołane SSEP, motoryczne potencjały wywołane MEP, elektroencefalografię EEG, elektromiografię EMG, akustyczne potencjały wywołane AEP oraz wzrokowe potencjały wywołane VEP. W przypadku danego rodzaju zabiegu zestaw stosowanych modalności zależy od tego, jakie struktury nerwowe są zagrożone.
Członek zespołu operacyjnego ze specjalnym przeszkoleniem z zakresu neurofizjologii podłącza do pacjenta system komputerowy za pomocą elektrod stymulujących i rejestrujących. Oprogramowanie systemu do monitorowania śródoperacyjnego przetwarza i wyświetla sygnały elektrofizjologiczne, gdy są one wychwytywane przez elektrody rejestrujące. Dzięki temu można obserwować i dokumentować sygnały elektrofizjologiczne w czasie rzeczywistym w podczas operacji. Sygnały zmieniają się w zależności od różnych czynników, w tym znieczulenia, temperatury, etapu operacji.
Podczas przeprowadzania neuromonitoringu istotnym elementem jest zaznaczenie linii odniesienia do neurofizjologii pacjenta przed interwencją chirurgiczną. Dzięki temu po obserwacji odpowiedzi zauważalne są wszelkie zaburzenia, zmiany wyglądu, wartości parametrów, charakterystycznych załamków krzywych w stosunku do odpowiedzi przed rozpoczęciem manipulacji chirurgicznych. Wszystkie te odpowiedzi wskazują na wpływ działania chirurgicznego na stan neurofizjologiczny pacjenta.

## Rodzaje modalności elektrofizjologicznych
Somatosensoryczne potencjały wywołane SEP rejestruje się znad kory czuciowej, po drażnieniu nerwu obwodowego bodźcem elektrycznym. Są one wywoływane przez stymulowanie nerwów obwodowych, najczęściej na nerw piszczelowy lub nerw łokciowy.
Podczas obserwacji EMG manipulacja nerwem obwodowym ruchowym prowadzi do uwolnienia potencjałów czynnościowych, co z kolei prowadzi do skurczu mięśnia zasilanego przez ten nerw. Nerw można również stymulować bezpośrednio za pomocą sondy, co również prowadzi do skurczu mięśni w nienaruszonych nerwach. Odbierany sygnał jest wprost proporcjonalny do intensywności stymulacji nerwów.
Wzrokowy potencjał wywołany VEP jest potencjałem wywoływanym przez prezentację błysku światła lub bodźca wzorcowego, który można wykorzystać do potwierdzenia uszkodzenia drogi wzrokowej.
Słuchowe potencjały wywołane AEP są wykorzystywane do oceny funkcjonowania narządu słuchu. To bardzo małe potencjały elektryczne pochodzące z mózgu rejestrowane ze skóry głowy w odpowiedzi na bodziec słuchowy.
Motoryczne potencjały wywołane MEP są rejestrowane z mięśni po bezpośredniej stymulacji odsłoniętej kory ruchowej lub przezczaszkowej stymulacji kory ruchowej.

## Zastosowanie neuromonitoringu śródoperacyjnego
Neuromonitoring może być używany podczas następujących procedur chirurgicznych:
- chirurgia kręgosłupa;
- operacje mózgu;
- operacje tarczycy;
- endarterektomia tętnicy szyjnej;
- zabiegi laryngologiczne;
- chirurgia tętniaka aorty piersiowo-brzusznej.